# Famagã Uatara
Famagã Uatara ou Famara Uatara (em diúla: Famaghan Wattara ou Famara Wattara; em francês: Famaghan Ouattara ou Famara Ouattara; m. 1729) foi nobre africano mandinga do século XVIII, fundador em 1714 do Reino de Guirico centrado em Bobo Diulasso. Era irmão de Secu Uatara (r. 1710–1745), fundador do Império de Congue.

## Vida
Famagã era irmão de Secu Uatara, fagama e fundador do Império de Congue ca. 1710. Famagã aparece pela primeira vez em ca. 1714, quando fundou o Reino de Guirico ao redor de Bobo Diulasso, como réplica de Congue, na região banhada pelo rio Banifingue, subafluente do Níger, do Comoé e do Volta Negro. A sua posição era estratégica, pois os últimos dois cursos d'água possuíam jazidas de ouro em seu curso médio ou inferior e o primeiro levava ao Bani pela região de Jené, a cidade por onde as caravanas de comércio atravessavam. Faleceria em 1729.
Seus descendentes formaram uma linhagem colateral na sucessão dos uataras e Famagã foi sucedido por seu filho e então seus três netos, que sucederam uns aos outros. As disputas com o ramo principal descendente de Secu e a subsequente cisão foi explicada na tradição por uma disputa entre os irmãos na qual Secu alerta Famagã: "deveria saber que após minha morte todos os meus bens passarão aos meus filhos. Se quer deixar uma herança para os seus, faça as terras que ocupou trabalharem para você."